# نوردي موكيلي
نوردي موكيلي (بالفرنسية: Nordi Mukiele؛ 1 نوفمبر 1997) لاعب كرة قدم فرنسي يلعب مدافعًا لنادي باريس سان جيرمان الفرنسي و‌منتخب فرنسا.

## النشأة
وُلد موكيلي في مونتروي في فرنسا لوالدين من أصل كونغولي.

## الإنجازات
آر بي لايبزيغ
- كأس ألمانيا: 2021–22؛ الوصيف: 2020–21[6]

باريس سان جيرمان
- كأس الأبطال الفرنسي: 2022[7]

## روابط خارجية
- نوردي موكيلي على موقع الاتحاد الأوربي (الإنجليزية)
- نوردي موكيلي على موقع إي إس بي إن إف سي (الإنجليزية)
- نوردي موكيلي على موقع قاعدة بيانات كرة القدم.إي يو (الإنجليزية)
- نوردي موكيلي على موقع بيانات كرة القدم. دي إي (الألمانية)
- نوردي موكيلي على موقع ليكيب (الفرنسية)
- نوردي موكيلي على موقع ناشيونال فوتبول تيمز (الإنجليزية)
- نوردي موكيلي على موقع Soccerbase.com (لاعب) (الإنجليزية)
- نوردي موكيلي على موقع Soccerway.com (الإنجليزية)
- نوردي موكيلي على موقع عالم كرة القدم.نت (الإنجليزية)
- نوردي موكيلي على موقع GSA (الإنجليزية)